# Niersbach
Niersbach település Németországban, Rajna-vidék-Pfalz tartományban. Lakosainak száma 729 fő (2023. december 31.).

## Népesség
A település népességének változása:
| Lakosok száma | 687  | 708  | 705  | 727  | 730  | 729  |
|               | 2014 | 2017 | 2019 | 2021 | 2022 | 2023 |